# Сташків Ярослав Петрович
Ярослав Петрович Сташків (псевдо: «Бистрий»; нар. 20 вересня 1977, с. Щепанів, Козівський район Тернопільська область — пом. 2 грудня 2014, м. Щастя, Новоайдарський район, Луганська область) — український військовик, солдат Збройних сил України, доброволець батальйону «Айдар». Активний учасник Революції Гідності.

## Життєпис
2013 — активіст Євромайдану, а з початком військових дій на сході України поїхав добровольцем на фронт.
Солдат 24-го окремого штурмового батальйону «Айдар». Ніс службу у місті Щастя неподалік окупованого Луганська.
2 грудня 2014 року близько 4-ї години ранку російсько-терористичні збройні формування обстріляли з РСЗВ «Град» місто Щастя, розбомбили кілька житлових будинків. Один зі снарядів розірвався в метрі від машини батальйону «Айдар», яка загорілась, в ній почала вибухати зброя. Ярослав перебув у машині, від отриманих поранень загинув. Тоді ж загинув Олександр Захарчук.

## Нагороди та вшанування
- за особисту мужність, виявлену у захисті державного суверенітету та територіальної цілісності України, самовіддане виконання військового обов'язку, нагороджений Орденом «За мужність» ІІІ ступеня (13.06.2017, посмертно)[2].
- почесний громадянин Тернопільської області (26 серпня 2022, посмертно)[3];

В селі Щепанів Козівського району відкрили меморіальну дошку Ярославу Сташківу .